# かないねこ
かないねこは、日本の漫画家。

## 略歴
2015年12月22日に創刊されたWeb漫画誌ヤングエースUPにて、原作・朝霧カフカによる『文豪ストレイドッグス』のスピンオフ作品となる『文豪ストレイドッグス わん!』の連載を開始する。2016年10月4日には単行本第1巻が発売され、2021年1月にはアニメ化もされた。
連載作品以外にも『文豪ストレイドッグス』の公式アンソロジーや、『けものフレンズ』のアンソロジーなどに作品を寄稿している。

## 作品リスト

### 漫画作品
- 文豪ストレイドッグス わん！（原作：朝霧カフカ、キャラクター原案：春河35、『ヤングエースUP』2015年12月22日 - 連載中）
- 悪魔が来たりて世話をする（原作：朝霧カフカ、キャラクター原案：春河35、『文豪ストレイドッグス 公式アンソロジー 〜麗〜』2016年） - 『文豪ストレイドッグス』のアンソロジー寄稿作品。
- ルールル！ フィッツジェラルドの部屋（原作：朝霧カフカ、キャラクター原案：春河35、『文豪ストレイドッグス 公式アンソロジー 〜華〜』2017年） - 『文豪ストレイドッグス』のアンソロジー寄稿作品。
- 『けものフレンズ』のアンソロジー寄稿作品（原作：けものフレンズプロジェクト、『けものフレンズ コミックアラカルト ジャパリパーク編 その2』2017年[5]）
- スマホアプリのエリスちゃん（原作：朝霧カフカ、キャラクター原案：春河35、『文豪ストレイドッグス 公式アンソロジー 〜凛〜』2018年） - 『文豪ストレイドッグス』のアンソロジー寄稿作品。
- B bI は何しにニッポンへ（原作：朝霧カフカ、キャラクター原案：春河35、『文豪ストレイドッグス 公式アンソロジー 〜暁〜』2019年） - 『文豪ストレイドッグス』のアンソロジー寄稿作品。
- 迷えるドッグ達へ〜太宰の部屋〜（原作：朝霧カフカ、キャラクター原案：春河35、『文豪ストレイドッグス 公式アンソロジー 〜奏〜』2023年） - 『文豪ストレイドッグス』のアンソロジー寄稿作品。

### 書籍
- 『文豪ストレイドッグス わん！』、原作：朝霧カフカ、キャラクター原案：春河35、KADOKAWA〈角川コミックス・エース〉2016年 - 、既刊13巻（2025年2月現在）